# Malacabada (1814)
La goleta Malacabada (Malacabado, La Julia) fue un buque de la Armada Argentina partícipe de la Guerra del Independencia. Tras ser capturada a la armada realista durante la Campaña Naval de 1814, integró la escuadra de las Provincias Unidas del Río de la Plata.

## Historia
Era parte de las fuerzas de la escuadra realista que comandada por el capitán de fragata Jacinto de Romarate tras ser vencida por la escuadra patriota al mando de Guillermo Brown en el combate de Martín García se había refugiado en el río Uruguay, mientras Brown iniciaba el bloqueo de Montevideo. Allí participó del Combate de Arroyo de la China (hoy Concepción del Uruguay) del 28 de marzo de 1814, donde Romarate venció a una escuadradrilla patriota que al mando de Tomás Nother había sido enviada en su búsqueda. 
Tras la rendición de la plaza realista el 23 de junio, Romarate entregó sus fuerzas, entre ellas la Malacabada, la que fue integrada a la flota como nave de transporte en julio de ese año al mando del capitán Carlos Mackay, transportando a Buenos Aires 30 cañones de la plaza rendida. 
En octubre se hizo cargo del buque el capitán Richard Leech. El 12 de diciembre de 1814 fue destinada a la expedición enviada al mando del capitán Oliver Russell a recuperar Carmen de Patagones, en manos realistas desde la sublevación de abril de 1812.
A su regreso en enero de 1815 fue destinada al transporte de correo entre Buenos Aires y Montevideo.
El 17 de noviembre de ese año fue entregada a Guillermo Brown como compensación de haberes adeudados y el 20 de ese mes fue vendida por su esposa Eliza Brown a Mauricio Mac Murray por 1200 pesos. Cinco días después Mac Murray la vendió al teniente coronel Oliver Russell, quien después de esa rápida y extraña sucesión de operaciones debería haber resultado su definitivo dueño. No obstante constan registros de que el 22 de mayo de 1817 fue entregada por un apoderado de Brown a Mariano Vidal como cancelación de deudas.